# Oćune
Oćune (cyr. Оћуне) – wieś w Bośni i Hercegowinie, w Republice Serbskiej, w gminie Mrkonjić Grad. W 2013 roku liczyła 215 mieszkańców.